# 暮沢剛巳
暮沢 剛巳（くれさわ たけみ、1966年 - ）は、日本の美術評論家。修士（学術）。東京工科大学デザイン学部教授。専門は、現代美術研究・サブカルチャー論・美術館研究。

## 来歴
青森県生まれ。慶應義塾大学文学部卒業後、一橋大学大学院言語社会研究科博士課程中退。その後、武蔵野美術大学、女子美術大学、桑沢デザイン研究所、筑波大学、多摩美術大学、跡見学園女子大学、首都大学東京の非常勤講師を経て、2010年、東京工科大学デザイン学部准教授に就任。2016年、東京工科大学デザイン学部教授に就任。

## 職歴
- 2003年 武蔵野美術大学非常勤講師
- 2004年 女子美術大学非常勤講師、桑沢デザイン研究所非常勤講師
- 2005年 筑波大学非常勤講師
- 2007年 多摩美術大学非常勤講師
- 2008年 跡見学園女子大学非常勤講師
- 2009年 首都大学東京非常勤講師
- 2010年 東京工科大学デザイン学部准教授
- 2016年 東京工科大学デザイン学部教授

## 著書
- 『ドゥルーズの哲学』(叢書・ウニベルシタス)(共訳)、法政大学出版局、1996年3月、ISBN 4-5880-0515-4
- 『実践カルチュラル・スタディーズ―ソニー・ウォークマンの戦略』(翻訳)、大修館書店、2000年2月、ISBN 4-4692-1247-4
- 『10+1 No.27 特集＝建築的／アート的 Ten Plus One』(共著)、INAX出版、2002年4月、ISBN 4-8727-5108-6
- 『美術館はどこへ?―ミュージアムの過去・現在・未来』 (広済堂ライブラリー) 、廣済堂出版、2002年8月、ISBN 4-3318-5016-1
- 『現代美術を知るクリティカル・ワーズ』、フィルムアート社、2002年8月、ISBN 4-8459-0236-2
- 『パステルカラーの罠―ジェンダーのデザイン史』(りぷらりあ選書)(共訳)、法政大学出版局、2004年11月、ISBN 4-5880-2224-5
- 『「風景」という虚構―美術/建築/戦争から考える』、ブリュッケ、2005年9月、ISBN 4-4340-6708-7
- 『アートスケープ・クロニクル1995-2005―アート、ネット、ミュージアム』(共著)、大日本印刷株式会社ICC本部、2006年2月、ISBN 4-8875-2295-9
- 『アートを書く!クリティカル文章術』(Next Creator Book)(共著)、フィルムアート社、2006年11月、ISBN 4-8459-0699-6
- 『美術館の政治学』(青弓社ライブラリー)、青弓社、2007年4月、ISBN 4-7872-3272-X
- 『ミュージアムの仕事』(太陽レクチャー・ブック)、平凡社、2008年1月、ISBN 4-5826-3070-7
- 『ビエンナーレの現在―美術をめぐるコミュニティの可能性』(共著)、青弓社、2008年1月、ISBN 4-7872-7239-X
- 『現代アートナナメ読み 今日から使える入門書』、東京書籍、2008年6月、ISBN 4-4878-0261-X
- 『現代美術のキーワード100』(ちくま新書)、筑摩書房、2009年4月、ISBN 4-4800-6482-6
- 『ル・コルビュジエ 近代建築を広報した男』(朝日選書)、朝日新聞出版、2009年6月、ISBN 4-0225-9956-1
- 『アートピック・サイト』(アーツアンドカルチャーライブラリー)、美学出版、2010年4月、ISBN 4-9020-7820-1
- 『キャラクター文化入門』、NTT出版、2010年12月、ISBN 978-4-7571-4256-5